# Domokos András
Domokos András (Erdőszentgyörgy, 1968. január 5. – Carmichael, Sacramento, USA, 2024. december 23.)  erdélyi származású magyar matematikus.

## Élete
A kolozsvári Babeș–Bolyai Tudományegyetem matematika szakán végzett, ugyanott tanított, majd az Amerikai Egyesült Államokba költözött, ahol egyetemi tanár lett a sacramentói California State University egyetemen. Első doktori tézisét, amelynek irányítója Kolumbán József volt, 1997-ben védte meg a Babeş–Bolyai Tudományegyetemen (Theorems of non-smooth implicit functions and their applications). A másodikat Juan J. Manfredi irányításával, 2004-ben védte meg a pittsburghi egyetemen (On the Regularity of p-Harmonic Functions in the Heisenberg Group).

## Munkássága
Kutatási területei: szubelliptikus analízis, parciális differenciálegyenletek, nemlineáris funkcionálanalízis.

### Szakcikkei (válogatás)
- Boundary convergence properties of Lp-averages, (joint work with J. J. Manfredi, D. Ricciotti and B. Stroffolini), Journal of Mathematical Sciences, vol. 269(6) 2023, 778-791.
- The Planck boundary within the hyperspace of the circle of pseudo-arcs (joint work with Janusz Prajs), Acta Mathematica Hungarica 169(2) 2023, 447-468.
- Convergence of natural p-means for the p-Laplacian in the Heisenberg group (joint work with J. J. Manfredi, D. Ricciotti and B. Stroffolini), Nonlinear Analysis 223 (2022), 113058.
- Riemannian approximation in Carnot groups, (joint work with J.J Manfredi and D. Ricciotti), Proceedings of the Royal Society of Edinburgh, DOI:10.1017/prm.2021.50.
- The Cartan exponential in semi-simple Lie groups, https://arxiv.org/abs/2001.09527.
- Regularity for PDE's in Carnot groups via Riemannian approximations (joint work with J.J.Manfredi), Bruno Pini Mathematical Seminar 11, No 1 (2020), 119-142.
- Hilbert-Haar coordinates coordinates and Miranda's theorem in Lie groups (joint work with J.J.Mandredi), Bruno Pini Mathematical Seminar 11, No 1 (2020), 94-118.
- C^{1,alpha}-subelliptic regularity on SU(3) and compact semi-simple Lie groups (joint work with J.J.Manfredi), Analysis and Mathematical Physics 10(1), 2020.
- A fixed point theorem for conical shells (joint work with M. Marsh), Journal of Fixed Point Theory and Applications, (2018), 20:64.
- Length spectra for sub-Riemannian metrics on compact Lie groups (joint work with M. Krauel, V. Pigno, C. Shanbrom and M. VanValkenburgh), Pacific Journal of Mathematics, 292(2), (2018), 321-340.
- Projections onto cones in Banach spaces (joint work with M. Marsh), Fixed Point Theory, 19(1) (2018), 167-178.
- Projections onto closed convex sets in Hilbert spaces (joint work with M. Marsh and J. Ingram), Acta Mathematica Hungarica 152(1) (2017), 114-129.
- Subelliptic Peter-Weyl and Plancherel theorems on compact, connected, semi simple Lie groups, Nonlinear Analysis 126(2015), 131-142.
- Subelliptic estimates on compact semisimple Lie groups (joint work with R. Esquerra, B. Jaffa and T. Schulte), Nonlinear Analysis 74(2011), 4642–4652.
- Regularity results for p-harmonic functions in higher order Grusin planes (joint work with J. J. Manfredi), Ann. Mat. Pura Appl. (4) 189 (2010), 1–16.
- On the Regularity of Nonlinear Subelliptic Equations, in the volume: Around the Research of Vladimir Maz'ya part II. Partial Differential Equations, pp. 145–158, Springer (2010).
- Nonlinear subelliptic equations (joint work with J. J. Manfredi), Manuscripta Mathematica, 130 (2009), 251–271.
- A second order differentiability technique of Bojarski-Iwaniec in the Heisenberg group (joint work with J. J. Manfredi), Funct. Approx. Comment. Math. 40 (2009), 69–74.
- On the regularity of subelliptic p-harmonic functions in Carnot groups, Nonlinear Analysis: Theory, Methods & Applications, 69(2008), 1744–1756.
- On the best constant for the Friedrichs-Knapp-Stein inequality in free nilpotent Lie groups of step two and applications to subelliptic PDE (joint work with M.S. Fanciullo), The Journal of Geometric Analysis, 17(2007), 245–252.
- Weighted function spaces of fractional derivatives for vector fields, Electron. J. Diff. Eqns., 17(2007), pp. 1–8.
- Subelliptic Cordes estimates in the Gru\v{s}in plane, (joint work with G. Di Fazio, M.S. Fanciullo, J. J. Manfredi), Manuscripta Mathematica, 120 (2006), 419–433.
- Perturbation Analysis of Monotone Generalized Equations, Studia Univ. Babeş–Bolyai, Math., 44(1999), 3, 15–39.
- The Continuity of the Metric Projection of a Fixed Point onto Moving Closed Convex Sets in Uniformly-Convex Banach Spaces, Studia Univ. Babeş–Bolyai, Math., 43(1998), 4, 25–30.
- On the continuity and differentiability of the implicit functions, Studia Univ. Babeş–Bolyai, Math. 43(1998), 2, 23–28.